# 1998 en photographie
| Années de la photographie : 1995 - 1996 - 1997 - 1998 - 1999 - 2000 - 2001    |
| Décennies de la photographie : 1960 - 1970 - 1980 - 1990 - 2000 - 2010 - 2020 |

Cet article présente les faits marquants de l'année 1998 en photographie.

## Événements
- novembre : création de l'Union des photographes d'Azerbaïdjan.
- Création du Cadre de promotion pour la formation en photographie de Bamako (CFP de Bamako), centre de formation à la photographie à Bamako au Mali.
- Ouverture du Musée de la photographie de Thessalonique en Grèce.
- Le Musée d'Art moderne et contemporain de Strasbourg, inauguré en décembre, comporte un  espace permanent de 300 mètres carrés consacré à la photographie[1].
- Fondation en France de l'agence photographique indépendante Rapsodia par le photographe Laurent Bouvet.
- Le duo de photographes de mode Mert and Marcus fonde son premier studio de photo à Londres.
- Le club de photographie français Les 30×40 créé en 1951 se dissout.
- La firme Nikon commercialise deux appareils photographiques numériques de type compact, le Nikon Coolpix 600 et le Nikon Coolpix 900, et un appareil photographique reflex mono-objectif autofocus argentique, le Nikon F60.
- La firme Canon commercialise deux appareils photographiques reflex numériques fabriqués par Kodak, le Canon EOS D2000 au format APS-C et le Canon EOS D6000.
- Cessation d'activité de la marque japonaise d'appareils et d'équipements photographiques Bronica, créée en 1958, rachetée par le fabricant d'objectifs photographiques Tamron[2].

## Livres de photographies
- Horst Faas et Tim Page, Requiem : : par les photographes morts au Viêt-Nam et en Indochine, Paris, Marval, 336 p.  (ISBN 2-86234-273-4) : édition française de l'ouvrage paru à New York l'année précédente, qui rend hommage aux 135 photographes tués au Vietnam et en Indochine entre 1962 et 1975[3],[4].
- James Nachtwey, Civil Wars, Mosaik Verlag •  (ISBN 3-57012-021-X).
- Irving Penn, Irving Penn Photographs, Londres, Little, Brown and Co. •  (ISBN 978-0-82122-459-5).
- Bernard Plossu, Le Jardin de poussière, texte de Stuart Alexander, Paris, Marval, 100 p. : 31 photographies noir et blanc à travers la poussière du Sahara (réédition de l'édition originale de 1989).

## Études, essais, articles
- Anthologie de la photographie africaine et de l’océan Indien, Paris, Revue Noire, 432 p. (ISBN 2-909571-30-0)[5].

## Expositions
- 10 mars - 31 mai : Paul Strand. Circa 1916, Metropolitan Museum of Art, New York

puis 19 juin - 15 septembre : Museum of Modern Art (SFMOMA), San Francisco.
- 7 mars - 24 mai : Josef Sudek : Das stille Leben der Dinge. Fotografien von 1940-1970 aus der Moravská Galerie, Brno, Kunstmuseum, Wolfsburg[6].

puis septembre - novembre 1998 : El silenci de les coses. Josef Sudek : fotografies dels anys 1940-1970 de la collecció de la Moravská galerie de Brnos, fondation La Caixa, Barcelone ; décembre - janvier 1999 : Université de Salamanque.
- 14 mars - 24 mai : Anton Josef Trčka, Edward Weston, Helmut Newton : die Künstlichkeit des Wirklichen ; fotografierte Körper, Kestnergesellschaft, Hanovre.
- 3 avril - 7 juin : Les Femmes photographes de la Nouvelle Vision en France, 1920-1940, Hôtel de Sully, Paris ; commissaire d'exposition Christian Bouqueret ; parmi les photographes exposées : Laure Albin Guillot, Ilse Bing, Marianne Breslauer, Claude Cahun, Yvonne Chevalier, Nora Dumas, Florence Henri, Annelise Kretschmer, Germaine Krull, Dora Maar, Ré Soupault, Gerda Taro[7]

puis 19 juin - 13 septembre : Musée Nicéphore-Niépce, Chalon-sur-Saône ; octobre - novembre : Musée de l'ancien Évêché, Évreux.
- 29 avril - 29 juin : Man Ray. La photographie à l'envers, exposition du Centre Georges Pompidou présentée dans les Galeries nationales du Grand Palais, Paris[8],[9].
- 8 mai - 31 août : Fictions intimes : collections du Centre Georges Pompidou, Barcelone, Fondation Joan-Miró

puis 3 novembre - 17 janvier 1999 : Paris, Espace Electra, dans le cadre du Mois de la photo,.
- 22 mai - 8 septembre : Snapshots: The Photography of Everyday Life, Museum of Modern Art (SFMOMA), San Francisco[12].

- 14 juin - 23 août : Im Licht durchs Licht zum Licht : Hermann Krone, Photograph, 1827-1916, Albertinum, Dresde[13].

- 25 juin - 6 octobre : Alexandre Rodtchenko, Museum of Modern Art (MoMA), New York[14]

puis octobre 1998 - janvier 1999 : Kunsthalle, Düsseldorf ; 6 mars- 24 mai 1999, Moderna Museet, Stockholm.
- 3 juillet - 30 septembre : Gilles Ehrmann, Abbaye aux Dames, Saintes[16],[17].

puis 7 octobre - 16 mars 1999, Galerie du Château d'eau, Toulouse.
- 7 juillet - 27 septembre : Alois Löcherer. Photographien 1845–1855, Fotomuseum, Münchner Stadtmuseum, Munich[19].
- juillet - août : Reza Deghati installe au Carrousel du Louvre, en espace public avec entrée libre, l'exposition Mémoires d’exil[20].
- 8 septembre - 1er novembre : Jean-Marc Bustamante : oeuvres photographiques, 1978-1999, Centre national de la photographie, Paris.
- 9 septembre - 8 novembre : Martine Franck : d'un jour à l'autre, Maison européenne de la photographie, Paris[21],[22].
- 16 septembre - 8 novembre : Shirin Neshat, Women of Allah, Maison européenne de la photographie, Paris.
- 16 septembre - 18 novembre 1998 : Yves Guillot. La Logeuse et le Vert Luisant, Maison européenne de la photographie, Paris.

puis 7 octobre - 16 mars 1999, Galerie du Château d'eau, Toulouse.
- 17 octobre - 20 décembre : Une rose pour Josef Sudek (1896-1976), Palais des Beaux-arts, Charleroi[24].
- 27 octobre - 24 janvier 1999 : En collaboration avec le soleil. Victor Hugo, photographies de l'exil, Musée d'Orsay et Maison de Victor Hugo, Paris[25].

- 6 novembre – 7 février 1999 : Philippe Halsman: A Retrospective, National Portrait Gallery, Smithsonian Institution, Washington[26],

puis : 28 mars - 24 mai 1999, Center for Creative Photography, Université de l'Arizona, Tuscon ; 23 juillet- 10 octobre 1999, Grand Rapids Art Museum, Grand Rapids ; 14 novembre 1999 - 9 janvier 2000, Toledo Museum of Art, Toledo ; 11 février - 17 avril 2000, Currier Museum of Art, Manchester (New Hampshire) ; 23 mai - 2 septembre 2001, National Portrait Gallery, Londres ; 4 octobre 2001 - 6 janvier 2002, Hôtel de Sully, Paris.
- Helen Levitt, Musée de l'Élysée, Lausanne[28].

## Festivals et congrès photographiques
- juin - juillet : création et première édition à Madrid du festival international de photographie et d'arts visuels PHotoEspaña[29].
- 6 juillet - 16 août : 29es Rencontres de la photographie d'Arles. Thème : Un nouveau paysage humain[30].
- 30 août - 14 septembre : 10e édition du festival Visa pour l'image à Perpignan[31],[32].
- 5 septembre - 4 octobre : 2es Journées photographiques de Bienne[33].
- novembre : 
  - 10e Mois de la photo, Paris[34],[35].
  - 2e édition du salon Paris Photo, Carroussel du Louvre[36],[37].
- 5es Rencontres africaines de la photographie à Bamako au Mali[38].
- 2e édition de la Photobiennale de Moscou[39].

## Prix et récompenses
- Le Grand Prix national de la photographie est supprimé et remplacé par le Grand Prix national des arts visuels.
- Prix Niépce : Florence Chevallier.
- Prix Nadar : Anthologie de la photographie africaine et de l'Océan Indien, Paris, Revue Noire, 432 p.  (ISBN 978-2-909571-30-0).
- Prix Kodak de la critique photographique. 1er prix : Bertrand Desprez ; mention :  Frédérick Carnet.
- Prix Bayeux-Calvados des correspondants de guerre : Achmad Ibrahim d'Associated Press.
- Grand prix Paris Match du photojournalisme : Alexandra Boulat pour ses reportages sur le Kosovo.
- Prix Roger-Pic : Christine Spengler pour sa série intitulée Femmes dans la guerre.
- Prix HSBC pour la photographie : Milomir Kovačević et Seton Smith.
- Prix Élysée de la photographie : Michel Viala de La Dépêche du Midi.
- Prix Picto de la jeune photographie de mode : Louis Decamps.
- Prix Voies Off : Marcello Simeone pour Lost in Heaven.
- Prix Oskar-Barnack : Fabio Ponzio.
- Prix Erich-Salomon : René Burri.
- Prix culturel de la Société allemande de photographie : Andreas Feininger.
- Création du Prix Hansel-Mieth en l'honneur de la photojournaliste Hansel Mieth (de) (1909-1998) ; il récompense un reportage de photojournalisme publié dans la presse allemande. Premiers lauréat : Kai Wiedenhöfer et Stefanie Rosenkranz.
- Prix du duc et de la duchesse d'York : Jeffrey Thomas.
- Prix national de la photographie (Espagne) : Joan Fontcuberta.
- Prix Robert Capa Gold Medal : James Nachtwey de l'agence Magnum pour ses photographies dans Time sur les émeutes de Jakarta en Indonésie.
- Prix Pulitzer : 
  - Prix Pulitzer de la photographie d'article de fond (Pulitzer Prize for Feature Photography) : Clarence Williams (en) du Los Angeles Times pour ses photographies de jeunes enfants dont les parents sont dépendants de l'alcool et de la drogue.
  - Pulitzer Prize for Spot News Photography : Martha Rial du Pittsburgh Post-Gazette, pour ses photographies de survivants du génocide rwandais et de la guerre civile au Burundi.
- Prix Ansel-Adams : Jim Stimson.
- Prix W. Eugene Smith : Ernesto Bazan.
- Infinity Awards :
  - Prix pour l'œuvre d'une vie : Naomi Rosenblum et Walter Rosenblum.
  - Prix de la publication Infinity Award : Horst Faas et Tim Page, Requiem : By the Photographers Who Died in Vietnam and in Indochina, New York, Random House, 1997, 336 p.  (ISBN 9780679456575).
  - Infinity Award du photojournalisme : Steve Hart.
  - Infinity Award for Art : Sigmar Polke.
  - Prix de la photographie appliquée :  Inez van Lamsweerde et Vinoodh Matadin.
- Prix Higashikawa : photographe japonais : Hiroshi Suga ; photographe étranger : Anthony Hernandez ; photographe espoir : Takeshi Hosokawa ; prix spécial : Shōjun Tsuyama.
- Prix Kimura Ihei : Takashi Honma.
- Prix Ken-Domon : Seiichi Motohashi.
- Prix de la Société de photographie de Tokyo : Hachirō Hamada, Toshio Sakai, Yukari Mutō.
- World Press Photo de l'année : Hocine Zaourar pour sa photographie La Madone de Bentalha prise le 23 septembre 1997 à l'hôpital de Zmirli, près d'Alger (une femme foudroyée de douleur après le massacre de sa famille par les membres du Groupe islamique armé (GIA) à Benthala)[40],[41].
- Centenary Medal de la Royal Photographic Society : Josef Koudelka.
- Prix international de la Fondation Hasselblad : William Eggleston.
- Prix suédois du livre photographique : Jan Henrik Engström, Härbärge, Stockholm, Bokförlaget DN, 1997  (ISBN 9789175881881).
- Création du Prix Lennart-Nilsson pour récompenser les contributions à la photographie scientifique. Premier lauréat : Nils Åslund (sv).
- Prix national vénézuélien de la photographie : Sebastián Garrido.

## Naissances
- 6 janvier : Sameer Al-Doumy, photojournaliste syrien, naturalisé français.

## Décès
- 11 janvier : Pierre Boulat, photographe, photojournaliste et reporter français, né le 3 juin 1924.
- 14 février : Hansel Mieth (de), photojournaliste américaine d'origine allemande, qui a donné son nom au Prix Hansel-Mieth, née le 9 avril 1909.
- 17 février : Ruth Robertson, photojournaliste américaine, né le 24 mai 1905.
- 5 mars : Francesc Català Roca, photographe catalan, né le 19 mars 1922.
- 8 mars : Pierre Izard, photographe et journaliste reporter suisse vaudois, né le 27 avril 1906.
- 10 mars : Ilse Bing, photographe allemande, née le 23 mars 1899.
- 16 mars : Esther Bubley, photo-journaliste américaine, née le 16 février 1921.
- 3 mai : Otto Bettmann, conservateur de musée germano américain, fondateur aux États-Unis en 1936 de la Bettmann Archive, né le 15 octobre 1903.
- 6 mai : Basil Zarov, photographe canadien, né en 1913.
- 22 juin : Roger Doloy, photographe français, fondateur en 1952 des 30x40 / Club photographique de Paris, né le 25 décembre 1920.
- 26 juin : Pierre Angénieux, ingénieur-opticien et industriel français, inventeur de plusieurs objectifs photographiques innovants (grand angle ; à très grande ouverture; à focale variable ou zoom), né le 14 juillet 1907.
- 24 juillet : Tazio Secchiaroli, photographe italien, né le 25 novembre 1925.
- 4 août : Nelly Sougioultzóglou, photographe grecque, née le 3 novembre 1899.
- 14 août: Xavier Miserachs, photographe espagnol catalan, né le 12 juillet 1937.
- 21 novembre : Shinzō Maeda, photographe japonais, né le 3 juin 1922.
- 7 décembre : Samari Gourari, photographe russe et soviétique, mort le 1er novembre 1916.
- 11 décembre : Anton Stankowski, artiste  et photographe allemand, né le 18 juin 1906.
- 21 décembre Albert Monier, photographe français, né le 3 mai 1915.
- Date précise inconnue ou non renseignée :
  - Vsevolod Tarassevitch, photographe et photojournaliste russe, né le 24 novembre 1919.

## Célébrations
Centenaire de naissance
- Berenice Abbott
- Jalón Ángel
- Aenne Biermann
- Arkadi Chaïkhet
- Jules Dortes
- Alfred Eisenstaedt
- Mitsutarō Fuku
- Heinz Hajek-Halke
- Willy Kessels
- Semion Kirlian
- Boris Koudoïarov
- Voúla Papaïoánnou
- Ben Shahn
- Georges Sirot
- Mieczysław Szczuka
- Iwao Yamawaki

Centenaire de décès
- Ernest Candèze
- Lewis Carroll
- Thomas Foster Chuck
- Thomas Child (en)
- Armand Dandoy
- Édouard Delessert
- Adolfo Farsari,
- Albert Fernique
- Luigi Fiorillo
- Francis Frith
- Ferdinand Hurter
- Sergey Lvovich Levitsky
- Heriberto Mariezcurrena
- Paul Robert
- Alexandre Roinachvili
- Joseph Villard
- Hermann Wilhelm Vogel

Bicentenaire de naissance
- Marie-Caroline, duchesse de Berry
- Louis Alphonse de Brébisson
- Philippe-Fortuné Durand
- Gaspard-Pierre-Gustave Joly
- Jean-Baptiste Soleil
- William Valentine (en)